# Войславиці (Мазовецьке воєводство)
Войславиці (пол. Wojsławice) — село в Польщі, у гміні Гузд Радомського повіту Мазовецького воєводства.
Населення — 275 осіб (2011).
У 1975-1998 роках село належало до Радомського воєводства.

## Демографія
Демографічна структура станом на 31 березня 2011 року:
|          | Загалом | Допрацездатний вік | Працездатний вік | Постпрацездатний вік |
| -------- | ------- | ------------------ | ---------------- | -------------------- |
| Чоловіки | 137     | 26                 | 98               | 13                   |
| Жінки    | 138     | 33                 | 70               | 35                   |
| Разом    | 275     | 59                 | 168              | 48                   |